# Протор'єв Валерій Семенович
Валерій Семенович Прото́р'єв (17 січня 1924, Воронівці — 19 листопада 1997, Васильків) — український майстер художньої кераміки; член Спілки радянських художників України з 1960 року. Заслужений майстер народної творчості УРСР з 1986 року, заслужений художник України з 1994 року. Чоловік майстра художньої кераміки Надії Протор'євої.

## Біографія
Народився 17 січня 1924 року в селі Воронівцях (тепер Хмільницький район Вінницької області, Україна). Брав участь у німецько-радянській війні. Нагороджений орденом Вітчизняної війни ІІ ступеня (6 квітня 1985)
1950 року закінчив Київське училище прикладного мистецтва, де навчався у Дмитра Головка, Пелагеї Глущенко, Олександри Грядунової і з того ж року працював на Васильківському майоліковому заводі. Мешкав у місті Василькові в будинку на вулиці Керамічній, № 33, квартира № 5. Помер у Василькові 19 листопада 1997 року.

## Творчість
Працював в галузі декоративного мистецтва (художня кераміка). Твори: декоративна скульптура малих форм, декоративний посуд, сувеніри, подарункові вироби та інше. У співавторстві з дружиною виготовив:
- сервіз для фруктів, посуд для напоїв (1959, 1970);
- вази і тарілки з портретом Тараса Шевченка (1961);
- декоративні вази «Мені, аж страшно, як згадаю оту хатинку край села…», «Мені тринадцятий минало», «На панщині», «Україна» (усі 1964), «Київ», «Червона Калина», «Свято Жовтня» (1967), «Ювілейна» (1970);
- кухоль «Ішли дівчата…» (1964);
- скульптурки «Добрий звір», «Павичі» (1967);
- фігурний посуд за мотивами «Лісової пісні» Лесі Українки (1971).

Брав участь у всеукраїнських виставках з 1957 року, всесоюзних — з 1961 року, зарубіжних — з 1963 року.
Твори зберігаються у Національному музеї українського народного декоративного мистецтва, Національному музеї Тараса Шевченка у Києві та Музеї української майоліки у Трускавці (Львівщина).

### Півник васильківської майоліки
Одна з робіт майстра стала відомою під час Російського вторгнення в Україну (2022): після знищення одного з будинків у Бородянці на Київщині на стіні однієї з квартир вціліла кухонна шафа, яка швидко стала символом витримки українців під час війни; на цій шафі люди помітили маленького декоративного півника, якого помилково приписали Прокіпу Бідасюку.
Головний художник Васильківського майолікового заводу останніх років Сергій Денисенко, вважає, що півник належить авторству Валерія та Надії Протор'євих.

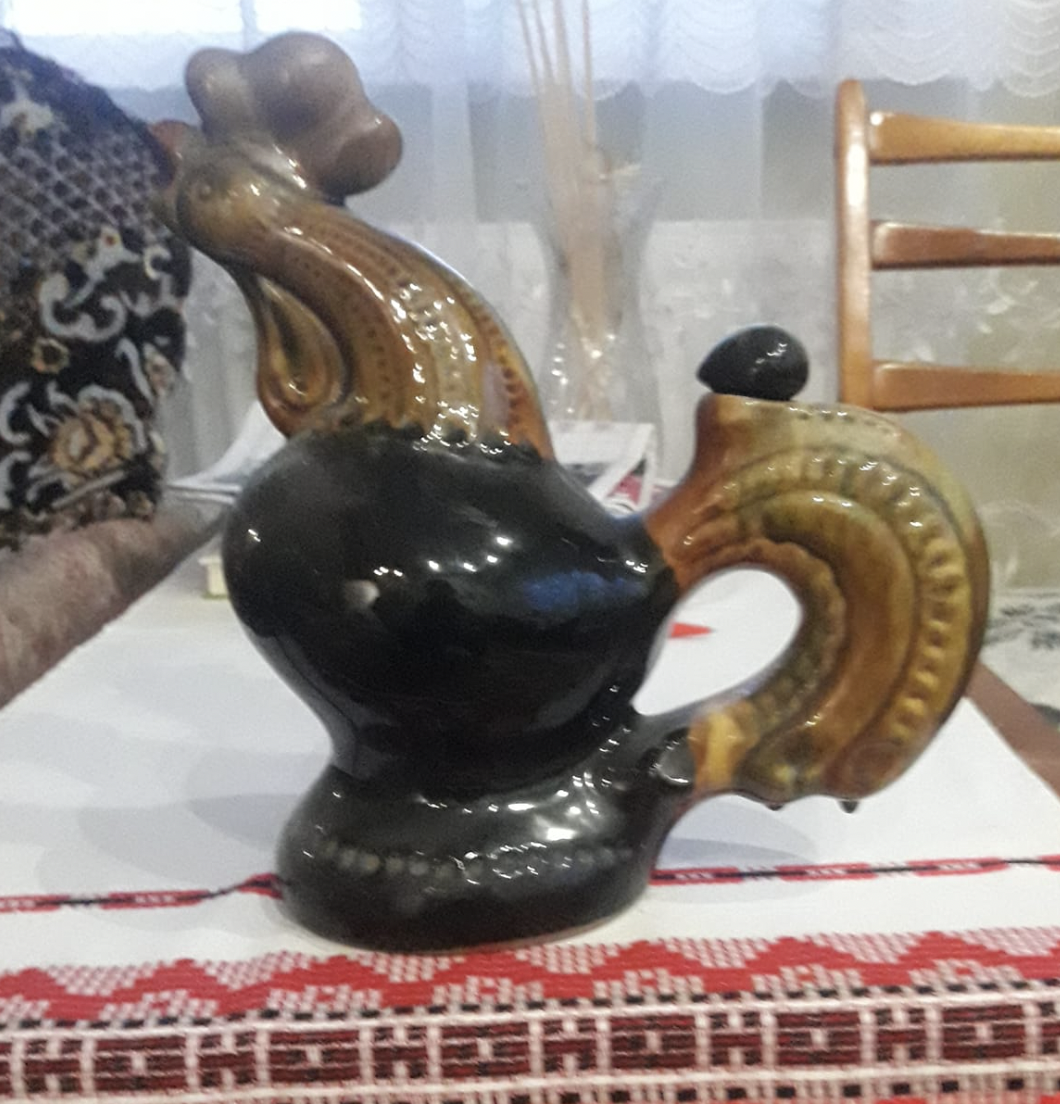
Півник васильківської майоліки.

Під час візиту прем'єр-міністра Великої Британії Бориса Джонсона до Києва 9 квітня 2022 року до нього та Президента України Володимира Зеленського на одній з вулиць міста підійшла дівчина та подарувала таких самих керамічних півників, як і вцілілий на кухонній шафі у Бородянці. Згодом з'ясувалось, що дарувальницею була Валерія Полянскова, актриса з Харкова, та її зустріч із главами Великої Британії та України — випадкова, а півники призначалися її друзям.